# 奥地利人列表
奥地利人按职业分类，可以从以下各列表中查询。
- 奥地利君主列表
- 奥地利总理列表
- 奥地利艺术家列表（英语：List of Austrian artists）
- 奥地利演员列表（英语：List of Austrian actors）
- 奥地利作家列表（英语：List of Austrian writers）
  - 奥地利小说家列表（英语：List of Austrian novelists）
- 奥地利建筑家列表（英语：List of Austrian architects）
- 奥地利画家列表（英语：List of Austrian painters）
- 奥地利作曲家列表（英语：List of Austrian composers）
- 奥地利哲学家列表（英语：List of Austrian philosophers）
- 奥地利雕刻家列表（英语：List of Austrian sculptors）
- 奥地利电影导演列表（英语：List of Austrian film directors）
- 奥地利裔美国人列表（英语：List of Austrian Americans）

|  | 本条目是人物相关列表索引。 |